# 小行星8154
小行星8154（英語：8154 Stahl）是一颗围绕太阳公转的小行星。1988年2月15日，艾瑞克·怀特·埃尔斯特在拉西拉天文台发现了此天体。
这颗小行星的绝对星等为170.5694374784854等。